# Rodolfo Jiménez
Rodolfo Jiménez Muñoz (ur. 15 sierpnia 1972 w Guadalajarze, w stanie Jalisco) – meksykański aktor telewizyjny i model, znany w Polsce z dwóch telenowel: Anita i Wdowa w bieli.

## Filmografia

### Filmy fabularne
- 1988: Galicyjski (Gallego)
- 1997: Mistrz (Campeón) jako Rodrigo
- 1998: Huragan (Huracán) jako Ricardo
- 2001: Miód dla Oshun (Miel para Oshún) – głos
- 2004: W twoich rękach (Forbrydelser) jako Principle

### Filmy TV
- 2001: Fox Sports Net Auction jako gospodarz

### Telenowele
- 1998: Bardzo wcześnie (Tempranito) jako mój własny
- 1999: W lustrze (La vida en el espejo) jako Carlos
- 2000: Wszystko dla miłości (Todo por amor) jako Rubén
- 2004: Skandal TV (El escándalo del mediodía) jako Rodolfo Jimenez
- 2004-2005: Anita (¡Anita, no te rajes!) jako Julio Cesar Alzugaray
- 2005: Decyzje (Decisiones) jako Matias
- 2006: Loteria (Lotería) jako Ricardo
- 2006: Wdowa w bieli (La viuda de Blanco) jako komendant Pablo Rios
- 2006: Napędzanie (Driven) jako Carranza
- 2006: Decyzje (Decisiones) jako Javier Navas
- 2008: Nieposkromiona dusza (Alma indomable) jako Leon Rios
- 2008: Na skraju niebezpieczeństwa (Al borde del deseo) jako Darío García
- 2009: Skandal TV (Escándalo TV de noche” .... El escándalo del mediodía) jako Rodolfo Jimenez

### Filmy krótkometrażowe
- 1998: Miałem świnię o imieniu Rubiel (Yo tuve un cerdo llamado Rubiel)